# Étienne Crétu
Étienne Crétu, né à Bordeaux le 24 octobre 1786, est un auteur dramatique français.
Il doit être distingué de l'auteur dramatique Charles-Guillaume Etienne (1777-1845) de l'Académie française, dit également Etienne, avec lequel il est encore parfois confondu.

## Biographie
Fils d'Anthelme Crétu (1754-1830), comédien et directeur du Théâtre des Variétés et d'Anne Guérin, il fit toute sa carrière au Ministère de la Guerre où il deviendra directeur de la Gendarmerie et de la Cavalerie.
Parallèlement à ses fonctions d'administrateur militaire, il est associé à la direction du théâtre de son père où ses pièces seront représentées de 1826 à 1828. Il restera co-actionnaire et co-administrateur des Variétés jusqu'en février 1839, date à laquelle lui et les autres actionnaires transfèreront la direction et la propriété du théâtre à Armand-François Jouslin de La Salle.
Anne-Théodore Crétu est inhumé au cimetière Montmartre.

## Œuvres
- 1826 : Le Chiffonnier, ou le Philosophe nocturne, comédie-vaudeville en 5 actes et en une journée, avec Emmanuel Théaulon
- 1826 : Paris et Bruxelles, ou le Chemin à la mode, comédie-vaudeville en 2 actes, avec Jean-Baptiste Gondelier et Emmanuel Théaulon
- 1826 : Le Soufflet conjugal, comédie-vaudeville en un acte, avec Emmanuel Théaulon
- 1827 : Les Compagnons du devoir, ou le Tour de France, tableau-vaudeville en 1 acte, avec W. Lafontaine
- 1827 : Le Bénéficiaire, comédie en 5 actes et en 1 vaudeville, avec Emmanuel Théaulon
- 1827 : Jean de Calais, comédie en 2 actes, mêlée de couplets, avec Gabriel de Lurieu et Émile Vanderburch
- 1828 : L'Oncle en tutelle, comédie-vaudeville en 1 acte, avec Emile Vanderburch.